# Fleur
Fleur ist ein weiblicher Vorname.

## Herkunft und Bedeutung
Fleur kommt aus dem Französischen und bedeutet „Blume, Blüte“, ist aber im Gegensatz zu den Niederlanden in Frankreich als Vorname ungebräuchlich. Jedoch trifft man auch in den Niederlanden eher die Form Floor an. Fleur stammt vom lateinischen Wort Flora ab.

## Namensträgerinnen
- Fleur Adcock  (1934–2024), britisch-neuseeländische Dichterin und Übersetzerin
- Fleur Agema  (* 1976), niederländische Politikerin  (PVV)
- Fleur East (* 1987), britische Sängerin
- Fleur Geffrier (* 1986), französische Schauspielerin
- Fleur Gräper (* 1974), niederländische Politikerin der Democraten 66
- Fleur Van Groningen, (* 1982), niederländische Karikaturistin
- Fleur Jaeggy (* 1940), italienischsprachige Schweizer Schriftstellerin
- Fleur Kemmers (* 1977), niederländische Numismatikerin und Archäologin
- Fleur van de Kieft (* 1973), niederländische Hockeyspielerin
- Fleur Marsh (* 1971), malawisch-deutsche Schauspielerin
- Fleur Maxwell (*  1988), luxemburgische Eiskunstläuferin
- Fleur Mellor (verh. Wenham; * 1936), australische Leichtathletin
- Fleur Pellerin (* 1973), französische Politikerin der Parti Socialiste (PS)
- Fleur Savelkoel (* 1995), niederländische Volleyballnationalspielerin
- Fleur Saville (* 1984), neuseeländische Schauspielerin
- Fleur Sakura Wöss (* 1953), österreichische Zen-Lehrerin und Buchautorin

Künstlername
- Georgina Fleur (eigentlich Fleur Georgina Bülowius; * 1990), deutsche Reality-TV-Darstellerin und Sängerin